# Rivulus javahe
Rivulus javahe är en fiskart som beskrevs av Costa 2007. Rivulus javahe ingår i släktet Rivulus och familjen Rivulidae. Inga underarter finns listade i Catalogue of Life.